# Giuseppe Di Leva
Giuseppe Di Leva (Trento, 1944) è un drammaturgo, scrittore e librettista italiano.

## Biografia e attività teatrale
Nel 1972 debutta come autore teatrale con Il tumulto dei Ciompi.
Nel 1973 scrive Giulio Cesare, messo in scena dal Teatro Uomo di Milano nel 1974.
Tra il 1975 e il 1976, al Piccolo Teatro di Milano realizza un collage su Vladimir Maiakovski, portato nelle scuole e nelle fabbriche di Milano, regia di Enrico D'Amato.
Per il biennio 1977-78 è consulente artistico per la prosa dell'Estate Fiesolana.
Nel 1977 cura con Pasquale Guadagnolo un'antologia di testi di Achille Campanile dal titolo Amleto in trattoria, per l'Estate Fiesolana. Lo spettacolo va in scena con Eros Pagni e Ugo Maria Morosi, regia di Marco Parodi.
Negli anni 1978-79 è direttore di Teatro Uomo a Milano.
Dal 1979 al 1985, è segretario artistico di "Milano Aperta", rassegna di spettacoli del Comune di Milano e fondatore del Laboratorio di Scrittura Drammaturgica della Scuola d'arte drammatica Paolo Grassi di Milano, diretta da Roberto Leydi.
Negli anni 1979-80 cura la ripresa di Amleto in trattoria, rimessa in scena per il Teatro Stabile di Genova, con la regia di Marco Parodi, con Eros Pagni, Magda Mercatali, Daniele Formica, Camillo Milli, Massimo Lopez.
Negli anni1981-82 è curatore con Franco Quadri di Controluce, "rotocalco" di Rai Due sullo spettacolo in Italia.
Nel 1984-85 è autore per alcune serie di teatro radiofonico per Radio Due (Ribelli, sognatori, utopisti; I racconti del mistero) e curatore di un reading dal titolo Carteggio Turati Kuliscioff con Tino Schirinzi e Ottavia Piccolo, per Rai Tre.
Nel febbraio 1984 cura l'adattamento dell'Adelchi di Manzoni con Carmelo Bene, in scena al Teatro Lirico di Milano.
Sempre nell'1984 scrive con Carmelo Bene un pamphlet dal titolo Adelchi o della volgarità del politico. (Longanesi)
Dal 1987 al 1993, direttore artistico di Emilia Romagna Teatro che produce spettacoli di Luca Ronconi, Massimo Castri, Arturo Brachetti, Angela Finocchiaro, Letizia Quintavalla, Giancarlo Cobelli, Mario Martone. Racconta la fine del rapporto con Emilia Romagna Teatro in un opuscolo, Memoria, ancora reperibile in alcune biblioteche di teatro.
Nel 1987 consulente per il teatro di "Firenze capitale della cultura europea". Propone la messa in scena di Finale di partita di Beckett con Walter Chiari e Renato Rascel e ne diventa anche il regista.
Nel 1992 cura una nuova antologia di testi di Achille Campanile dal titolo L'inventore del cavallo, di cui cura anche la regia, con Eros Pagni, Ugo Maria Morosi, Magda Mercatali.
Per due anni (1992-93) è direttore artistico del Premio Riccione e realizza una video intervista a Renato Curcio sul tema teatro e carcere (regia di Silvano Cavatorta, 1994).
Nel 1995 cura una nuova versione de La favola delle api, un paradosso in versi sul tema dell'onestà scritto da Bernard de Mandeville nel 1706, e lo propone come lettura (con Eros Pagni) a Benevento Città spettacolo.
Nel 1996, pubblica I giorni del diluvio, un racconto sull'alluvione di Firenze tratto dai giornali dell'epoca.
Nel 2003 direttore della mostra su Guglielmo Marconi nel Palazzo di Re Enzo a Bologna.
Nel 2000 pubblica il Non porto la pace ma la spada. Racconto dei racconti evangelici, (con Paolo Bessegato).
Dal 2000 al 2008, su incarico del sovrintendente Carlo Fontana, tiene conferenze di presentazione delle opere in programma al Teatro alla Scala e realizza serate nel foyer (su Kurt Weill e Gino Negri, con Rosalina Neri e Roberto Negri) e una giornata su Carmelo Bene ad un anno dalla scomparsa.
Negli stessi anni realizza le conferenze per la mostra La Scala e l'Oriente curata da Vittoria Crespi Morbio e le conferenze di accompagnamento alle mostre di Flavio Caroli a Palazzo Reale di Milano.

## Testi teatrali e adattamenti
- Il tumulto dei Ciompi. Prefazione di Renzo Vespignani. Bertani editore, Verona 1972.
- Giulio Cesare. Prefazione di Claudio Martelli. Marsilio editore, Venezia. Messo in scena dalla Cooperativa Teatro Uomo, 1974.
- Storia di Sofonisba, con Ottavia Piccolo, Anna Carena, Paolo Bessegato, Silvano Piccardi. Centro Culturale di Brera, rassegna Gli autori si mettono in scena, 1982.
- L'Adelchi di Alessandro Manzoni. Adattamento scritto con Carmelo Bene. Produzione Teatro alla Scala. Apertura del bicentenario manzoniano. Musiche di Gaetano Luporini eseguite dall'orchestra di Milano della Rai diretta da Enrico Collina. Teatro Lirico di Milano, 1984. Ripresa integrale di Rai Due, regia di Carlo Battistoni.
- Carteggio Turati-Kuliscioff. Con Ottavia Piccolo e Tino Schirinzi. Collage per Rai Tre. Al pianoforte Renato Sellani. Regia Bianca Da Col. 1985.
- Non porto la pace ma la spada. Racconto dei racconti evangelici. Con Paolo Bessegato. Libreria Tikkun di Milano. Primavera 2000.
- Racconto del Natale. Dai Vangeli dell'infanzia. Musiche di Bach eseguite da Chor.u.m. '70, diretto da Giovanni Duci. Voci narranti Margherita Maccapani Missoni e Chiara Mondelli. Realizzato per la onlus Adisco. Basilica di San Nazaro Maggiore, Milano, 4 dicembre 2007.
- Racconto del Natale. L'attesa. Musiche di autori vari eseguite dal Coro Musica InCanto, diretto da Michele Brescia. Voce narrante Alice Torriani, speaker Flaminia Pedol. Realizzato per la Onlus Adisco. Chiesa di Sant'Alessandro in Zebedia, Milano. 2 dicembre 2008.
- 45 giri. Di parole d'amore. Con Lunetta Savino e Paolo Bessegato (anche regista). Borgioverezzi, 2008.
- Socialismo a passo di valzer. Accademia Amiata Mutamenti. Con Sara Donzelli, regia Giorgio Zorcù. Nel centocinquantesimo dell'Unità d'Italia. Torino, la Cavallerizza, maggio 2011.

## Libretti d'opera
- Don Chisciotte di Hans Werner Henze (ed. Schott Music). Rielaborazione dell'opera di Paisiello e Lorenzi. Inaugurazione del primo Cantiere Internazionale d'Arte di Montepulciano. Direzione Gianpiero Taverna. Regia H. W. Henze. 1 agosto 1976.
- Pollicino, favola in musica. Musica di Hans Werner Henze (ed. Schott Music). Concentus Poitianus diretto da Jan Latham Koenig. Regia Willy Decker, scene e costumi Peter Nagel. Montepulciano, 2 agosto 1980.
- Il ritorno di Casanova (dal romanzo di Arthur Schnitzler) Musica di Girolamo Arrigo. Coproduzione Radio France - Grand Theatre de Geneve. Direzione Reynald Giovaninetti, regia Jorge Lavelli. Con Scott Reve, Fiorella Pediconi, Ezio Di Cesare, Mario Basiola, Grand Théâtre de Genève. Ginevra, 18 aprile 1985.
- Salvatore Giuliano. Opera in un atto, musica di Lorenzo Ferrero. Teatro dell'Opera di Roma. Direttore Gustav Kuhn. Regia, scene e costumi Luciano Damiani. Con Nicola Martinucci e Giovanna Casolla. 25 gennaio 1986.[1] La produzione originale è stata oggetto di una monografia dal titolo Nascita di un'opera: Salvatore Giuliano, pubblicata nel 1987 dal fotografo Lorenzo Capellini.[2]
- Charlotte Corday. Opera in tre atti, musica di Lorenzo Ferrero. Teatro dell'Opera di Roma. Direttore Roberto Abbado, regia Mario Martone. Con Elena Mauti Nunziata e Roberto Scandiuzzi. 21 febbraio 1989.[3]
- La lupa (da Giovanni Verga). Musica di Marco Tutino. Livorno, Teatro La Gran Guardia. Direttore Bruno Bartoletti, regia Claude D'Anna, scene Graziano Gregori. Con Vionica Cortez, Maurizio Frusoni, Laura Cherici. 4 settembre 1990.
- Vite immaginarie (da Marcel Schwob). Musica di Marco Tutino. Produzione Emilia Romagna Teatro. Accademia Filarmonica Trentina diretta da Maurizio Dini Ciacci. Regia Giancarlo Cobelli, scene Paolo Tommasi. Con Tino Schirinzi, Marcella Fanzaga, Alice Lam. Modena, 16 ottobre 1990.
- Corradino. Musica di Carlo Galante. Musica Insieme al Teatro Comunale di Bologna, in forma di concerto. Direttore Giuseppe Grazioli. 28 ottobre 1991.
- Medea. adattamento dell'opera di Jiri A. Benda. Pomeriggi Musicali di Milano, al Conservatorio. Direttore Anton Nanut. Con Marisa Fabbri. 1993. In seguito, con la riduzione della partitura operata dallo Jess Trio di Vienna, tournée con le principali associazioni musicali italiane.
- Pugacëv (dal poema di Serghiei Esenin). Musica di Marco Tutino. Teatro Filarmonico di Verona. Orchestra dell'Arena diretta da Anton Reck, maestro del Coro Armando Tasso. Con Ernesto Palacio. Voce recitante, Paolo Bessegato. 10 maggio 1997.
- II gatto con gli stivali. Musica di Marco Tutino. Ente Arena di Verona al Teatro Nuovo. Direttore Giuseppe Grazioli, regia Giorgio Gallione, scene e costumi Ivan Stefanutti. Con Armando Ariostini e Laura Cherici. 17 aprile 1997.
- La Bella e la Bestia, Reality-Kabarett. Musica di Marco Tutino. Teatro Comunale di Modena. Direttore Paolo Andreoli, regia e luci Damiano Michieletto. Con Elena Rossi, Stefano Montresor, Silvia Paoli. 4 dicembre 2005. In seguito, il libretto, senza musica originale, è stato adattato per compagnie teatrali di scuole superiori milanesi, con la regia di Marzia Loriga.
- INRI. La Passione secondo Anonimo. Melologo. Musica di Carlo Galante. Per Voce recitante, Soprano e Quartetto d'archi. Con Patrizia Polia. Chiesa vecchia parrocchiale di Gries. 4 aprile 2007.
- Le piccole storie. Opera da camera in un atto, musica di Lorenzo Ferrero. Teatro Comunale di Modena. Direttore Carlo Boccadoro. Regia e video, Francesco Frongia. Voci narranti Ferdinando Bruni, Elio De Capitani, Ida Marinelli. 9 dicembre 2007.[4]
- Beggar's Opera. Adattamento e traduzione (usando alcuni dialetti italiani) dell'opera di John Gay e Christopher Pepusch. Teatro Comunale di Bologna al Teatro Duse. Con Angela Baraldi, Peppe Servillo, Marco Alemanno. Direzione Giuseppe Grazioli, regia Lucio Dalla, scene e costumi Italo Grassi. 29 marzo 2008. Mandato in onda da Sky Musica per alcune repliche nell'estate 2016.
- I Promessi Sposi. Lettura concertante per attori e quattro strumenti, musica di Carlo Galante. I Solisti Dauni diretti da Domenico Losavio. Con Nicola Rignanese. Foggia, Teatro del Fuoco, 22 ottobre 2009.
- Senso. Dall'omonimo racconto di Camillo Boito. Musica di Marco Tutino. Teatro Massimo di Palermo. Direttore Pinchas Steinberg; regia, scene, costumi Hugo de Hana. Con Nicola Beller Carbone e Brandon Jovanovich. 20 gennaio 2011.
- Boletus. Intermezzo in un atto. Musica di Carlo Boccadoro. Ensemble Roma Sinfonietta diretta da Fabio Maestri. Regia Cesare Scarton, video Cristiano Zelli. Con Luigi Petroni. Terni, Teatro Comunale. 10 ottobre 2012.

## Pubblicazioni varie
- Adelchi o della volgarità del politico. Scritto con Carmelo Bene. Longanesi, Milano, 1984.
- La favola delle api. Nuova versione della favola di Bernard de Mandeville. Le Lettere, Firenze, 1995.
- I giorni del diluvio. Racconto dei racconti dell'alluvione di Firenze nel 1966, Le Lettere, Firenze, 1996.
- Non porto la pace ma la spada. Racconto dei racconti evangelici, Tikkun, 2000.
- La cultura come terapia. Le attività culturali del Comune di Milano dal 1976 al 1986. Scritto con Carlo Tognoli. L'Ornitorinco, Milano, 2011.
- Per Hans Werner Henze. Seriprint, Sansepolcro, 2014.
- Sei Uno. Tennis e memoria. Tipografia La Reclame, Trento, 2015.
- Volete il lavoro o volete Zico? Tra teatro e politica. (Autobiografia a cura di Sheila Concari). Mincione Edizioni, Roma, 2018.